# Euderus carpomyiae
Euderus carpomyiae är en stekelart som beskrevs av Bhatnagar 1950. Euderus carpomyiae ingår i släktet Euderus och familjen finglanssteklar. Inga underarter finns listade i Catalogue of Life.